# Zamek Adelsdorf
Zamek Adelsdorf (niem. Schloss Adelsdorf) – zabytkowy zamek w Adelsdorf, w powiecie Erlangen-Höchstadt, w Środkowej Frankonii.
Zamek wybudowany około 1120 jako rodowa siedziba szlacheckiej rodziny von Adelsdorf. W 1696 właścicielem został pułkownik Christoph von Bibra. Jego epitafium znajduje się w bramie zamku.

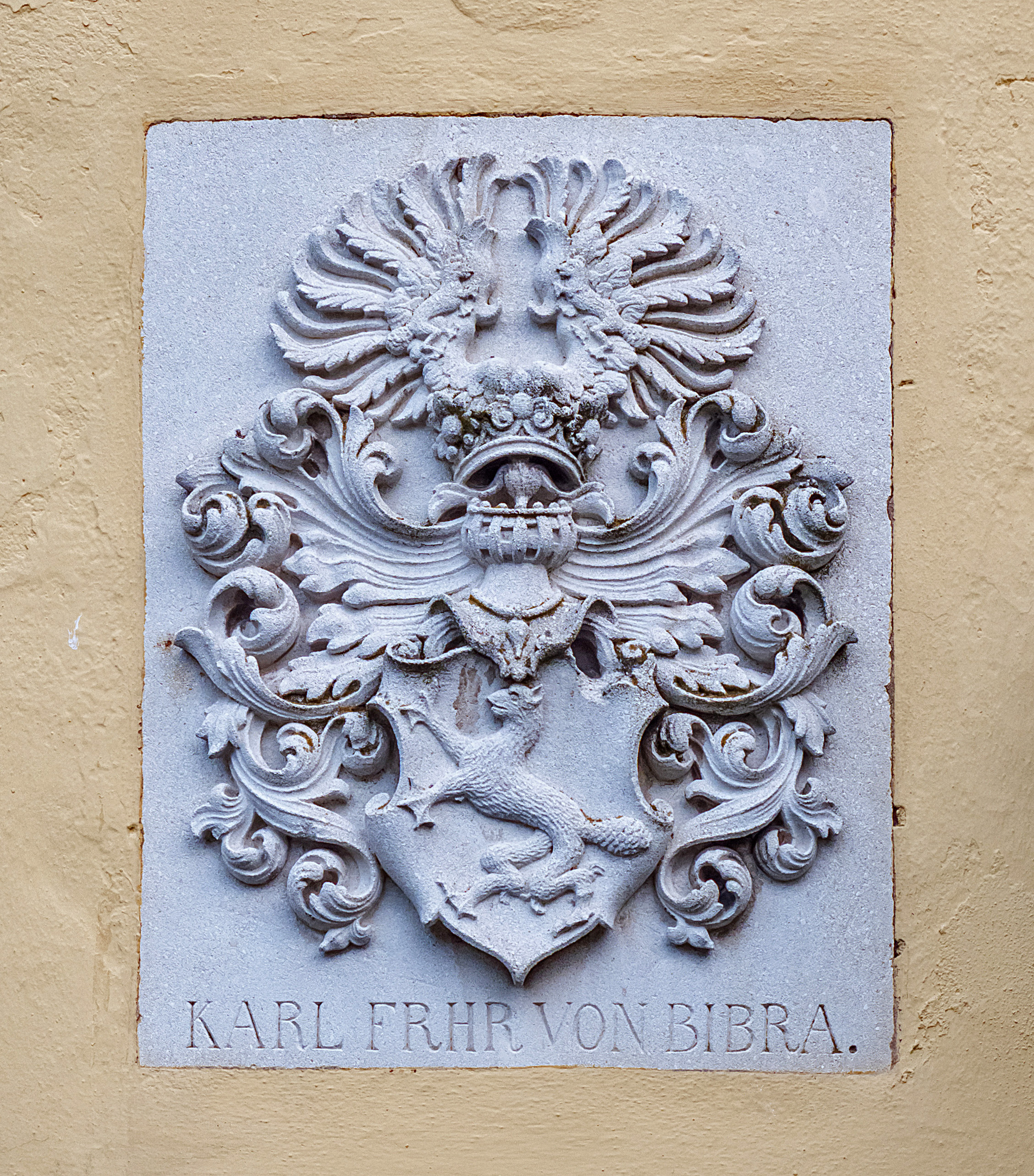
Herb Karla Frhr. von Bibra
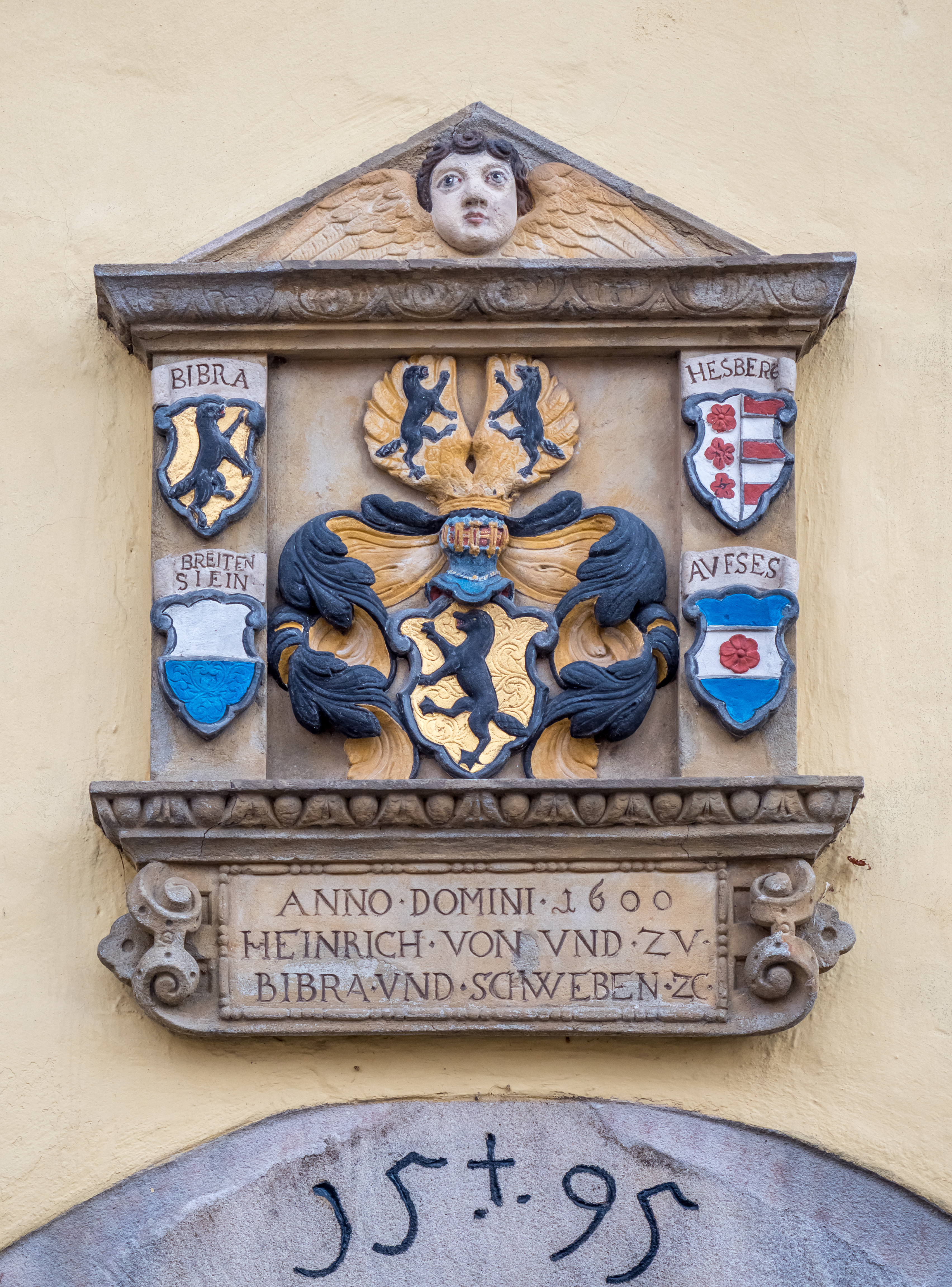
Herb Heinrich von Bibra, 1600
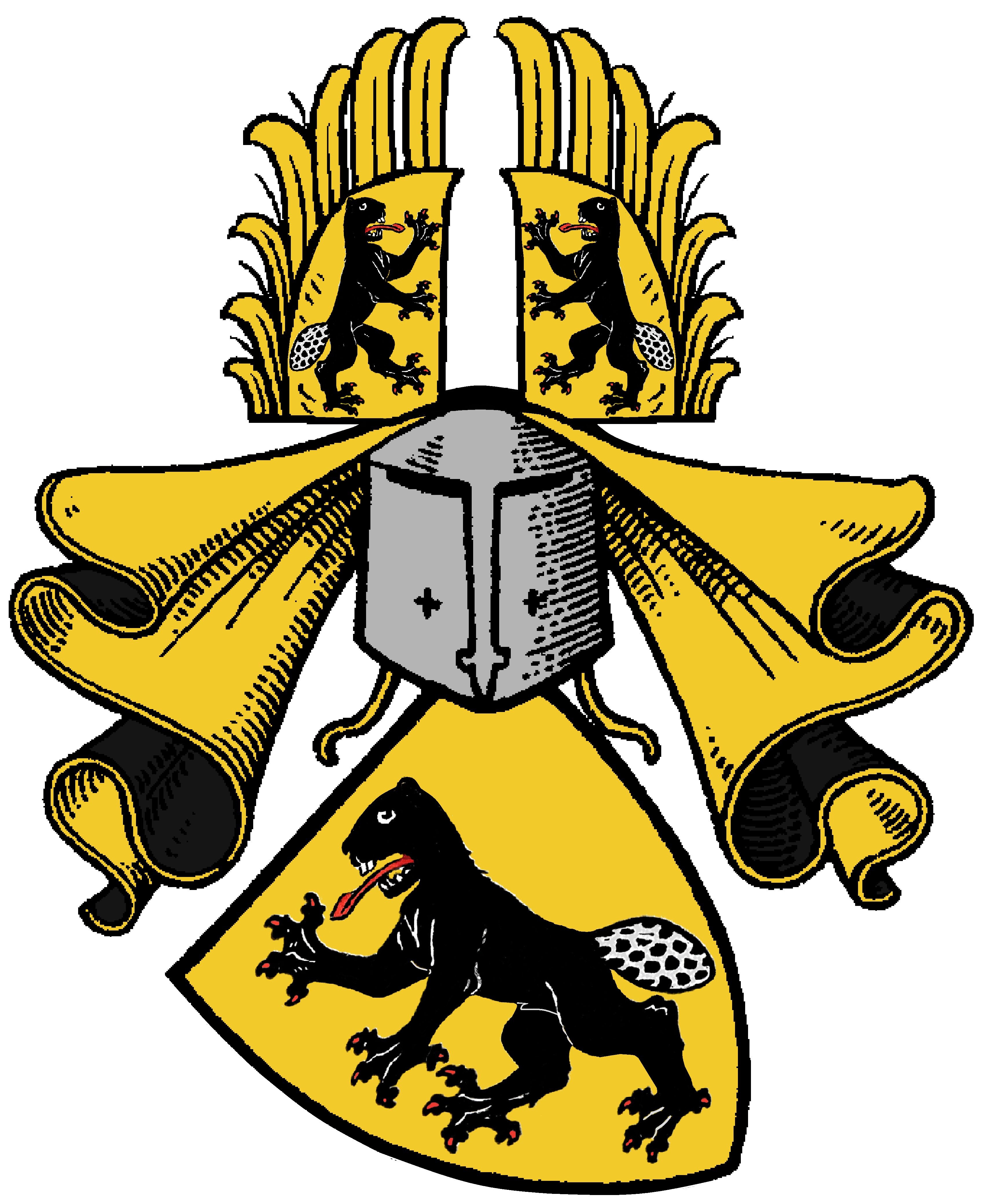
Herb von Bibra
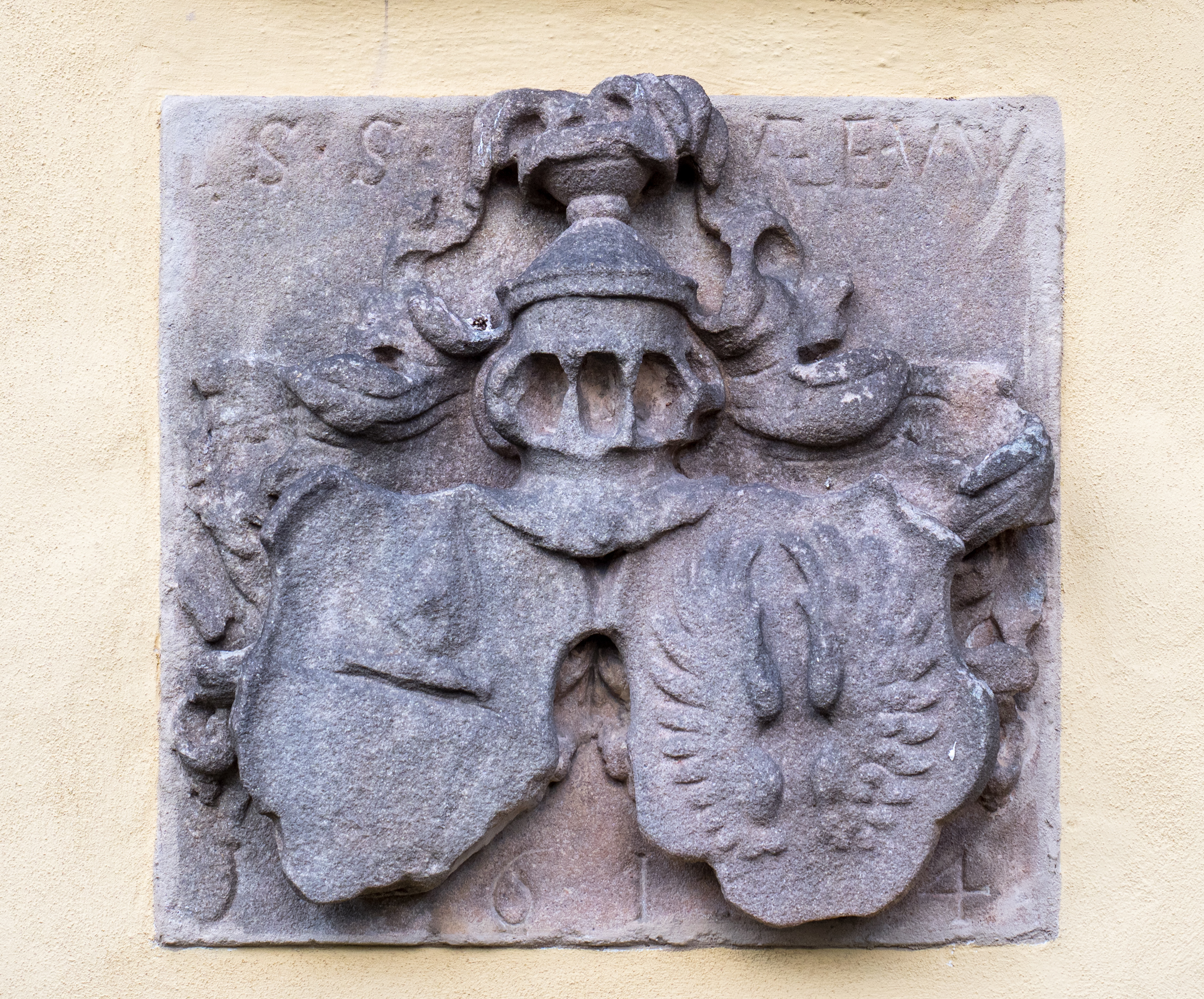
Herby, rok 1614